# Затишное (Криничанский район)
Затишное (укр. Затишне) — село,
Затишнянский сельский совет, Каменский район,
Днепропетровская область,
Украина.
Код КОАТУУ — 1222082701. Население по переписи 2001 года составляло 878 человек.
Является административным центром Затишнянского сельского совета, в который, кроме того, входят
село Луговое и
посёлок Гранитное.

## Географическое положение
Село Затишное находится в 2-х км от села Высокое.
Рядом проходит автомобильная дорога Н-11.

## Экономика
- Опытное хозяйство «Руно» Института животноводства центральных районов Украинской академии аграрных наук, ГП.
- «Мрия», ЧП.

## Объекты социальной сферы
- Школа.
- Детский сад.
- Амбулатория.